# Viechtach
Viechtach is een plaats in de Duitse deelstaat Beieren, en maakt deel uit van het Landkreis Regen.
Viechtach telt 8.446 inwoners.

## Geboren in Viechtach
- Peer Raben (1940-2007), Duits filmmuziekcomponist

Achslach ·
Arnbruck ·
Bayerisch Eisenstein ·
Bischofsmais ·
Böbrach ·
Bodenmais ·
Drachselsried ·
Frauenau ·
Geiersthal ·
Gotteszell ·
Kirchberg im Wald ·
Kirchdorf im Wald ·
Kollnburg ·
Langdorf ·
Lindberg ·
Patersdorf ·
Prackenbach ·
Regen ·
Rinchnach ·
Ruhmannsfelden ·
Teisnach ·
Viechtach ·
Zachenberg ·
Zwiesel